# 清戀
《清戀》為2017年1月在日本TBS、SUN電視台及BS-TBS首播的原創電視動畫，由人物設計師高山箕犀擔任原案，與前作戀愛遊戲及改編動畫《聖誕之吻》的世界觀相同，但時間設定是在9年後。

## 登場人物

### 主要角色
嘉味田正一（聲：田丸篤志、久保百合花（幼年））
班級：輝日東高中2年B組。生日：3月17日。
本作男主角。平凡不起眼的高中生。和大一歲的姊姊十萌同校。
常木耀（聲：佐倉綾音）
班級：輝日東高中2年B組。血型O型。生日：11月30日。
本作女主角之一。正一的同班同學。一年級時參加聖誕小姐選拔得到第2名。
個人篇章中為了學習廚藝而前往西班牙，5年後與正一再次相遇。
在宫前透线里以西班牙餐厅的女招待出现。
宮前透（聲：下地紫野）
班級：輝日東高中3年A組。血型A型。生日：3月2日。
本作女主角之一。十萌的同班同學。
個人篇章中10年後与正一结婚，並生了个女兒，名字是嘉味田理惠。
桃乃今日子（聲：木村珠莉）
班級：輝日東高中1年A組。血型B型。生日：2月22日。
本作女主角之一。比正一小一歲的青梅竹馬。
個人篇章中10年後与正一结婚，並生了个女兒，名字是嘉味田望。
上崎真詩（聲：三上枝織）
班級：輝日東高中1年A組。血型O型。生日：6月7日。
今日子的同班同學。風紀委員。
前作《聖誕之吻》隱藏女主角上崎裡沙的妹妹。
三條瑠依瀨（聲：黑木穗乃香）
班級：輝日東高中2年A組。血型A型。生日：9月9日。
風紀委員長。
檜山水羽（聲：井澤詩織）
班級：櫻川東女子高校2年D組。血型A型。生日：8月5日。
游泳社社員。

### 次要角色
嘉味田十萌（聲：沼倉愛美）
班級：輝日東高中3年A組。血型O型。生日：5月20日。
正一的姊姊，曾經參加聖誕小姐選拔得到冠軍。
七咲郁夫（聲：淺利遼太）
班級：輝日東高中2年B組。血型O型。生日：1月15日。
前作《聖誕之吻》女主角七咲逢的弟弟，和逢長得很像。與正一是青梅竹馬。成績優秀。
荒木達也（聲：江口拓也）
班級：輝日東高中3年D組。生日：4月28日。
正一玩遊戲的伙伴。準備在畢業後繼承家業。雖受女生歡迎，但本人更喜歡動物，是連獸人角色也喜歡的獸控。
鬼型雅美（聲：田村由香里）
輝日東高中2年B組導師。生日：7月14日。
英語老師。
高遠由貴惠（聲：藤田咲）
班級：輝日東高中2年D組。血型A型。生日：8月8日。
耀的青梅竹馬。《君吻》內水澤摩央的朋友。
菊池洋子（聲：藤井幸代）
班級：輝日東高中2年B組。血型B型。生日：7月1日。
耀的朋友。游泳社社員。
丸石燈花（聲：長妻樹里）
班級：櫻川東女子高校2年B組。血型AB型。生日：10月6日。
水羽的朋友。游泳社社員。
吉田麻子（聲：門脇舞以）
所屬：中央升學研究會。血型O型。生日6月13日。
與《聖誕之吻》中登場過的「田中惠子」樣貌相似。聲優是同一人。
永澤栞（聲：浅川悠）
班級：輝日東高中3年C組。
十萌和透的朋友。前任家庭部部長。對傳統文化有深入的了解。
徒步旅行部長（聲：稻田徹）
所屬：輝日東高中徒步旅行部。
與正一同年級。徒步旅行部的部長，曾追求過十萌。耀的粉絲。
磯前學（聲：山谷祥生）
所屬：輝日東高中徒步旅行部。
徒步旅行部部長的朋友。也是耀的粉絲。
宇野小春（聲：大坪由佳）
班級：輝日東高中2年A組。
現任的家庭部部長。
與《君吻》中登場過的「夕月薰子」以及《聖誕之吻》中登場過的「夕月瑠璃子」樣貌相似。
時岡奈緒（聲：原田瞳）
班級：輝日東高中2年A組。
現任的家庭部副部長。
與《君吻》中登場過的「飛羽愛美」以及《聖誕之吻》中登場過的「飛羽愛歌」樣貌相似。聲優仍然同一人。

### 其他角色
宮前宗太（聲：利根健太朗）
透的哥哥。中央升學研究會特別講師。特徵為戴太陽眼鏡還有帶着竹劍。曾誤會嘉味田正一要襲擊自己。
湯木尚武（聲：三木真一郎）
耀打工的西班牙餐廳的老闆。
湯木健（聲：藤原夏海）
在遊戲中心出現的小學生。一隻眼帶著眼罩。是尚武的兒子，也是與耀相識的人。
土屋涉（聲：山本綾）
和健一起出现在遊戲中心的小學生。用圍巾蓋著嘴巴。
三條凜（聲：會澤紗彌）
健的玩伴及女性朋友。三條瑠依瀨的妹妹。
Vermilion（聲：中田讓治）
正一小時候流行的魔法少女變身道具。
嘉味田望（聲：名冢佳織）
今日子個人篇章結局中嘉味田正一與桃乃今日子所生的女兒。

## 電視動畫

### 製作人員
- 原案、劇本統籌、劇本、人物原案：高山箕犀
- 導演：小林智樹
- 人物設定：細田直人
- 道具設計：、燈夢
- 美術監督、美術設定：高橋麻穗
- 色彩設計：松山愛子
- 攝影監督：田中恒嗣
- 剪輯：武宮
- 音響監督：本山哲（日语：本山哲 (音響監督)）
- 音樂：信澤宣明
- 音樂製作：Pony Canyon
- 音樂製作人：橫尾勇亮
- 製作人：田中豪、坪井亮祐、相島豪太、船田淳
- 動畫製作人：富岡哲也
- 動畫製作：Studio五組×AXsiZ
- 協力製作：Pony Canyon、GYAO！（日语：GYAO!）、Studio五組、Pony Canyon Enterprise、Stardust Promotion
- 製作：清戀Seiren製作委員會、TBS

### 主題曲
片頭曲
作詞、作曲、主唱：奧華子，編曲：森本隆寬
另外，影片中站在有窗簾作背景橋段的登場角色會因各集故事主角不同而排列順序有所不同。
片尾曲
「瞬間 Happening」（第1話－第3話）
作詞：岩城由美，作曲：石田寬朗，編曲：堤博明，主唱：常木耀（佐倉綾音）
（第4話）
作詞：岩城由美，作曲、編曲：Evan Call，主唱：常木耀（佐倉綾音）
（第5話－第7話）
作詞：岩城由美，作曲、編曲：Evan Call，主唱：宮前透（下地紫野）
（第8話）
作詞：岩城由美，作曲、編曲：石田寬朗，主唱：宮前透（下地紫野）
（第9話－第11話）
作詞：岩城由美，作曲：石田寬朗，編曲：Evan Call，主唱：桃乃今日子（木村珠莉）
（第12話）
作詞：岩城由美，作曲：大隅知宇，編曲：堤博明，主唱：桃乃今日子（木村珠莉）

### 各話列表
| 話數   | 女主角     | 章     | 日文標題 | 中文標題 | 分鏡     | 演出     | 作畫監督                                                                  | 總作畫監督        |
| ------ | ---------- | ------ | -------- | -------- | -------- | -------- | ------------------------------------------------------------------------- | ----------------- |
| 第1話  | 常木耀     | 第1章  |          | 決定     | 小林智樹 | 所智一   | 丸藤廣貴、飯飼一幸                                                        | 丸藤廣貴          |
| 第2話  | 常木耀     | 第2章  |          | 深山     | 島津裕行 | 淺見松雄 | 日高真由美、中島美子 林隆祥                                               | 德田夢之介        |
| 第3話  | 常木耀     | 第3章  |          | 男浴     | 島津裕行 | 村上勉   | 齋藤雅和、門智昭 田之上慎                                                 | 丸藤廣貴          |
| 第4話  | 常木耀     | 最終章 |          | 星空     | 島津裕行 | 北川正人 | 橫松雄馬、壽夢龍 永山惠                                                   | 德田夢之介        |
| 第5話  | 宮前透     | 第1章  |          | 交換     | 島津裕行 | 藏本穗高 | 飯飼一幸、武本大介 服部憲知                                               | 丸藤廣貴          |
| 第6話  | 宮前透     | 第2章  |          | 對戰     | 島津裕行 | 村田尚樹 | 山村俊了、櫻井木之實                                                      | 德田夢之介        |
| 第7話  | 宮前透     | 第3章  |          | 兄控     | 清水聰   | 粟井重紀 | 粟井重紀                                                                  | 丸藤廣貴          |
| 第8話  | 宮前透     | 最終章 |          | 毛茸茸   | 島津裕行 | 山本天志 | 服部益實、石田啟一 小橋陽介                                               | 武本大介          |
| 第9話  | 桃乃今日子 | 第1章  |          | 家庭社   | 清水聰   | 藤本義孝 | 佐藤哲也、木下由美子 中島美子、粟井重紀 池原百合子、林隆祥 森田實、輿石曉 | 田畑昭            |
| 第10話 | 桃乃今日子 | 第2章  |          | 舊衣     | 瀨藤健嗣 | 所俊克   | 門智昭、柳孝相                                                            | 武本大介          |
| 第11話 | 桃乃今日子 | 第3章  |          | 覺醒     | 清水聰   | 藏本穗高 | 山村俊了、飯飼一幸 服部憲知                                               | 田畑昭            |
| 第12話 | 桃乃今日子 | 最終章 |          | 初戀     | 小林智樹 | 小林智樹 | 一之瀨結梨、大高雄太 服部益實、片岡英之 粟井重紀                          | 武本大介 丸藤廣貴 |

### 播放電視台
日本深夜動畫：下文記載的日本国内播放時間使用日本標準時間（UTC+9）表示。因為部分時間标识會採用30小时制，因此請留意这类超过24:00的时间，其實際播放時間為翌日清晨。
| 播放日期               | 播放時間（UTC+9）         | 播放電視台 | 播放地區   | 備註            |
| ---------------------- | ------------------------- | ---------- | ---------- | --------------- |
| 2017年1月5日－3月23日  | 星期四 26時28分－26時58分 | TBS電視台  | 關東廣域圈 | 製作局 字幕放送 |
| 2017年1月6日－3月24日  | 星期五 24時00分－24時30分 | SUN電視台  | 兵庫縣     |                 |
| 2017年1月7日－3月25日  | 星期六 25時30分－26時00分 | BS-TBS     | 日本全國   | BS放送          |
| 2017年1月15日－4月2日  | 星期日 25時30分－26時00分 | TBS頻道1台 | 日本全國   | CS放送 有重播   |
| 2017年8月9日－10月25日 | 星期三 21時00分－21時30分 | AT-X       | 日本全國   | CS放送 有重播   |

### 藍光&DVD
| 卷數 | 發行日期     | 收錄話         | 規格編號   | 規格編號   |
| 卷數 | 發行日期     | 收錄話         | BD         | DVD        |
| ---- | ------------ | -------------- | ---------- | ---------- |
| 1    | 2017年4月5日 | 第1話～第2話   | PCXE-50751 | PCBE-55671 |
| 2    | 2017年5月3日 | 第3話～第4話   | PCXE-50752 | PCBE-55672 |
| 3    | 2017年6月7日 | 第5話～第6話   | PCXE-50753 | PCBE-55673 |
| 4    | 2017年7月5日 | 第7話～第8話   | PCXE-50754 | PCBE-55674 |
| 5    | 2017年8月2日 | 第9話～第10話  | PCXE-50755 | PCBE-55675 |
| 6    | 2017年9月6日 | 第11話～第12話 | PCXE-50756 | PCBE-55676 |

## 網路廣播
網路廣播以《綾音與愛美的Seiren Say"You're cute♡"》為標題，2016年12月26日至2017年4月3日每週一在音泉發佈。主持人由常木耀的聲優佐倉綾音和嘉味田十萌的聲優沼倉愛美擔任。此外，因遇除夕元旦，第2回以降則順延一週改在2017年1月16日發佈。

## 外部連結
- 電視動畫「清戀Seiren」官方網站｜TBS節目官網 （页面存档备份，存于） （日語）
- 清戀的X（前Twitter） （日語）
- 清戀的Facebook專頁 （日語）

| TBS電視台 星期四 26時28分－26時58分節目 | TBS電視台 星期四 26時28分－26時58分節目 | TBS電視台 星期四 26時28分－26時58分節目 |
| --------------------------------------- | --------------------------------------- | --------------------------------------- |
|                                         | 清戀Seiren                              |                                         |
| 少女編號                                | 青春歌舞伎                              |                                         |